# Liberty Belle and the Black Diamond Express
| Оценки критиков               | Оценки критиков |
| Источник                      | Оценка          |
| ----------------------------- | --------------- |
| AllMusic                      | [ 1 ]           |
| Blender                       | [ 2 ]           |
| Mojo                          | [ 3 ]           |
| NME                           | 10/10           |
| PopMatters                    | 8/10            |
| The Rolling Stone Album Guide | [ 6 ]           |
| Select                        | 5/5             |
| Spin Alternative Record Guide | 8/10            |
| Uncut                         | [ 9 ]           |
| The Village Voice             | A−              |

Liberty Belle and the Black Diamond Express — четвёртый студийный альбом австралийской инди-рок-группы The Go-Betweens из Брисбена. Он был выпущен в марте 1986 года в Великобритании на лейбле Beggars Banquet Records, который выпустил оставшиеся альбомы оригинальной группы до её распада в 1989 году. Альбом был записан в студии Berry Street Studios в Лондоне, Англия. Оригинальный релиз состоял из десяти песен. Британский CD-релиз 1986 года (BEGA 72) включал десять оригинальных треков, а также два бонус-трека: «The Life At Hand» и «Little Joe». В 2004 году лейбл LO-MAX Records выпустил расширенный CD, включающий второй диск с одиннадцатью бонус-треками и видеоклипами на песни «Spring Rain» и «Head Full of Steam» (сингл-версия).

## История
Группа подписала контракт с английским филиалом лейбла Elektra Records, который был закрыт через две недели после записи альбома. Роберт Форстер сказал: «Elektra платит за запись и даже не знает об этом. У нас есть альбом, который принадлежит нам, и мы можем продать его кому угодно. Бесплатный альбом». Вскоре после этого они подписали контракт с Beggars Banquet Records.
Барабанщица Линди Моррисон позже сказала: «Это мой любимый альбом. Это поистине потрясающий альбом. Мы спродюсировали его сами, и в нём собраны лучшие песни, и я думаю, что каждая из них — классика. И если бы мы спродюсировали эти песни так, как того требует радио — например, если бы мы использовали драм-машины и просто синтезаторы, — думаю, у нас бы получился хит».
Группа вошла в студию с твёрдым намерением записать альбом, каким они его себе представляли. Позже Форстер писал: «Если это наш последний шанс, он должен был быть на наших условиях. Никаких драм-машин, никакой фрагментарной записи, никаких уступок вышестоящему начальству. Мы хотели расширить чёткое, древесное звучание альбома Before Hollywood, включив в него более грандиозный, более экзотический набор инструментов».
И Грант Макленнан, и Форстер высоко оценили вклад Дина Б. Спидвелла. Макленнан рассказывал: «На этой пластинке мы задействовали другого человека, как и в альбоме Before Hollywood, клавишника по имени Дин Б. Спидвелл. Он был настолько хорош в игре, что мы могли сказать: „Ну, нам нужна атмосфера, как у Лайонела Хэмптона“, и он мог её сыграть, или нам нужна была партия фагота, и он мог её сыграть».
Позже Макленнан говорил: «В группе произошли фундаментальные изменения в музыкальном плане, в сторону упрощения. В чём нас обвиняли раньше, в том, что мы стали почти поп-группой, почти арт-группой, знаете ли, теперь мы упрощаем. Мы больше думаем о размере 4/4». Аналогично. Фостер утверждал, что после ярмарки в Спринг-Хилле на него снизошло озарение. Он говорил: «Я пишу гораздо менее сложную музыку, и это даёт мне возможность вложить в неё себя».

## Отзывы
Альбом получил положительные отзывы музыкальной критики и интернет-изданий.
В своей рецензии для The Village Voice Роберт Кристгау написал, что «нет поп-музыкантов, пишущих более личные любовные песни. Сомневаюсь, что есть и поэты, пишущие более пронзительно». BBC Music писала: «Если вам нравятся тексты и бессвязные образы, вам понравятся эти песни. Их десять на тридцать шесть минут. Только скучное звучание подводит их, с чем у них часто были проблемы. Но наряду с Spring Hill Fair это их лучший альбом».
AllMusic отметил: «Обаятельно-непринуждённый образ Роберта Фостера, в равной степени напоминающего Брайана Ферри и долговязого продавца в книжном магазине, достигает своего пика в четвёртом альбоме Go-Betweens, который смягчает угловатость и порой клаустрофобию предыдущих работ группы новой воздушностью и нервным романтизмом. Более лёгкое звучание можно отчасти объяснить растущим влиянием соруководителя Гранта Макленнана». Mojo сказал, что альбом получился «органичным, простым, с отголосками австралийского кантри в его классических рок-новеллах».

## Список композиций
Слова и музыка всех песен — Гранта Макленнана и Роберта Форстера.
| №                   | Название                                                          | Длительность |
| ------------------- | ----------------------------------------------------------------- | ------------ |
| 1.                  | «Spring Rain»                                                     | 3:10         |
| 2.                  | «The Ghost and the Black Hat»                                     | 2:36         |
| 3.                  | «The Wrong Road»                                                  | 4:57         |
| 4.                  | «To Reach Me»                                                     | 3:37         |
| 5.                  | «Twin Layers of Lightning»                                        | 4:25         |
| 6.                  | «In the Core of the Flame»                                        | 2:57         |
| 7.                  | «Head Full of Steam»                                              | 3:36         |
| 8.                  | «Bow Down»                                                        | 3:47         |
| 9.                  | «Palm Sunday (On Board the SS Within)»                            | 3:19         |
| 10.                 | «Apology Accepted»                                                | 4:25         |
| 11.                 | «Spring Rain» (video on 2004 expanded CD)                         |              |
| 12.                 | «Head Full of Steam» (single version - video on 2004 expanded CD) |              |
| Общая длительность: | Общая длительность:                                               | 36:53        |

Слова и музыка всех песен — G. McLennan, R. Forster, кроме указанных.
| №                   | Название                                                       | Длительность |
| ------------------- | -------------------------------------------------------------- | ------------ |
| 1.                  | «Life at Hand»                                                 | 3:34         |
| 2.                  | «Don't Let Him Come Back» (new version)                        | 2:39         |
| 3.                  | «Apology Accepted» (radio session)                             | 3:48         |
| 4.                  | «I Work in a Health Spa»                                       | 3:42         |
| 5.                  | «Bow Down» (early version)                                     | 4:09         |
| 6.                  | «Casanova's Last Words»                                        | 2:39         |
| 7.                  | «Head Full of Steam» (single version)                          | 3:38         |
| 8.                  | «Little Joe»                                                   | 3:28         |
| 9.                  | «Wrong Road» (early version)                                   | 3:18         |
| 10.                 | «Reunion Dinner»                                               | 4:49         |
| 11.                 | «I'm Gonna Knock on Your Door» (Aaron Schroeder and Sid Wayne) | 1:53         |
| Общая длительность: | Общая длительность:                                            | 37:37        |